# 加東郡
- 令制国一覧 > 山陽道 > 播磨国 > 加東郡
- 日本 > 近畿地方 > 兵庫県 > 加東郡

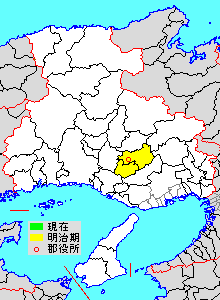
兵庫県加東郡の位置

加東郡（かとうぐん）は、兵庫県（播磨国）にあった郡。

## 郡域
1879年（明治12年）に行政区画として発足した当時の郡域は、小野市・加東市にあたる。

## 歴史
古代の賀茂郡が加東郡・加西郡に分割して発足。

### 近世以降の沿革
- 「旧高旧領取調帳」に記載されている明治初年時点での支配は以下の通り。●は村内に寺社領が、○は寺社除地[1]が存在。幕府領は谷町代官所が管轄。（3町148村）

| 知行         | 知行                 | 村数     | 村名 |
| ------------ | -------------------- | -------- | --- |
| 幕府領       | 幕府領               | 15村     | 樫村新田、島村（現・小野市粟生町）、●○万勝寺、西古瀬村、河合中村、下曽我井村、上曽我井村、●○社村、浮坂村、●○神谷村（現・加東市栄枝）、総持院村(現・加東市岡本)、上鴨川村、蜷子野新田（現・加東市稲尾）、新畑村新田、青野原新田（現・加東市高岡） |
| 幕府領       | 旗本領               | 15村     | 貝原村、○大門村、沢部村、福吉村、田中村、鳥居村、○屋度村、梶原村、窪田村、垂水村（現・加東市西垂水）、○穂積村、中村（現・加東市上中）、○曽我村、牧野村、吉馬村                                                                                   |
| 幕府領       | 一橋徳川家領         | 5村      | ○久保木村、○古川村、○菅田村、河高村、○垂水村（現・加東市東垂水） |
| 幕府領       | 幕府領・旗本領       | 1村      | ○野村 |
| 藩領         | 播磨小野藩           | 24村     | 樫村、門前村、宮脇村、島村（現・小野市大島町）、●喜多島村、大部前村、片山村、下大部村、久茂村、王子村、葉多村、敷地村、土橋村、中島村、中村（現・小野市）、黒川村、●下大門村、●上大門村、●西谷寺、●両谷寺、高田村、船木村、名村田村、喜多村      |
| 藩領         | 播磨姫路藩           | 18村     | 上来住村、下来住村、莇新村、岩倉新村、阿形村、西脇村、島谷村、中古瀬村、松尾村、屋口村、上小田村、上滝野村、下滝野村、●光明寺村、池之内村、森尾村、廻淵村、長井村                                                                                |
| 藩領         | 遠江浜松藩           | 1町 17村 | ●○買野村、豊地村、○池田村、○曽根村、○土沢村（現・加東市大畑）、○蔵之谷村、○念仏村（現・加東市岡本）、○新定村、○森村、○岩屋村、●○畑村、天神町、○長谷村、○黒石村、○古家村、○常田村、○少分谷村、○下鴨川村                                           |
| 藩領         | 陸奥棚倉藩           | 15村     | 黍田村、○上田村、○出水村、○東実村、多井田村、木梨村、○馬瀬村、○久米村、藤田村、西小沢村、東小沢村、○国依村（現・加東市栄枝）、厚利村、○松沢村、○吉井村                                                                                           |
| 藩領         | 下総古河藩           | 1町 9村  | 長町村、○新部村、西村、新町、北野村、藪村、安国寺、土井村、中島村、西森村 |
| 藩領         | 播磨三草藩           | 1町 5村  | 三草町、○山国村、○下小田村、下三草村、○上三草村、山口村 |
| 藩領         | 下野壬生藩           | 3村      | 天神谷村、●掎鹿谷村、黒谷村 |
| 藩領         | 姫路藩・古河藩       | 1村      | 西戸村 |
| 藩領         | 浜松藩・壬生藩       | 1村      | 横谷村 |
| 藩領         | 古河藩・三草藩       | 1村      | 貞守村 |
| 幕府領・藩領 | 幕府領・小野藩       | 4村      | ●○太郎大夫村、山田村、池尻村、奥村 |
| 幕府領・藩領 | 幕府領・姫路藩       | 3村      | 長尾村、後谷村、脇本村 |
| 幕府領・藩領 | 幕府領・棚倉藩       | 1村      | ○室山村 |
| 幕府領・藩領 | 幕府領・古河藩       | 1村      | 粟生村 |
| 幕府領・藩領 | 幕府領・三草藩       | 2村      | ○上久米村、○下久米村 |
| 幕府領・藩領 | 旗本領・小野藩       | 3村      | 鹿野村、中番村、家原村 |
| 幕府領・藩領 | 旗本領・棚倉藩       | 1村      | 北村(現・加東市喜田) |
| 幕府領・藩領 | 旗本領・古河藩       | 1村      | 東古瀬村 |
| 幕府領・藩領 | 一橋徳川家領・棚倉藩 | 1村      | ○下番村 |
| その他       | 寺社領               | 1村      | 平木村 |

- 慶応4年
  - 2月2日（1868年2月24日） - 幕府領・旗本領の一部（鹿野村・東古瀬村・屋度村・中番村）が兵庫裁判所の管轄となる。
  - 5月23日（1868年7月12日） - 兵庫裁判所の管轄地域が兵庫県の管轄となる。
- 明治元年
  - 9月23日（1868年11月7日） - 遠江浜松藩が上総鶴舞藩に転封。
- 明治2年（1869年） - 旗本領の残部が兵庫県の管轄となる。
- 明治3年（1870年） - 一橋徳川家領が兵庫県の管轄となる。
- 明治4年（3町147村）
  - 7月14日（1871年8月29日） - 廃藩置県により、藩領が小野県、姫路県、鶴舞県、棚倉県、古河県、三草県、壬生県の管轄となる。
  - 11月2日（1871年12月13日） - 第1次府県統合により、全域が姫路県の管轄となる。
  - 11月9日（1871年12月20日） - 飾磨県の管轄となる。
  - 牧野村・吉馬村が合併して永富村となる。
  - 蜷子野新田が稲尾村に、垂水村（現・加東市東垂水）が東垂水村にそれぞれ改称。
- 明治初年（4町143村）
  - 王子村のうち旧小野藩家臣居住地が分立して小野町となる。
  - 下曽我井村・上曽我井村が合併して復井村となる。
  - 上小田村・下小田村が合併して小田村となる。
  - 島村（現・小野市粟生町）が粟生村に、安国寺が新定村にそれぞれ合併。
  - 青野原新田が高岡村に、垂水村（現・加東市西垂水）が西垂水村に、中村（現・加東市）が上中村にそれぞれ改称。
- 明治6年（1873年）（4町140村）
  - 樫村新田・樫村・室山村が合併して樫山村となる。
  - 神谷村・国依村が合併して栄枝村となる。
- 明治7年（1874年） - 下大門村・上大門村・西谷寺・両谷寺が合併して浄谷村となる。（4町137村）
- 明治8年（1875年）（4町133村）
  - 高田村・喜多村・鹿野村が合併して高鹿喜村となる。
  - 土沢村・蔵之谷村が合併して大畑村となる。
  - 西小沢村・東小沢村が合併して小沢村となる。
- 明治9年（1876年）（4町127村）
  - 8月21日 - 第2次府県統合により兵庫県の管轄となる。
  - 福甸村が起立。
  - 門前村・宮脇村が合併して垂井村となる。
  - 島村（現・小野市大島町）・喜多島村・大部前村が合併して大島村となる。
  - 上来住村・莇新村・岩倉新村が合併して来住村となる。
  - 屋口村・買野村・豊地村が合併して中谷村となる。
- 明治10年（1877年）（3町118村）
  - 総持院村・念仏村が合併して岡本村となる。
  - 新畑村新田・長町村・中島村が合併して三和村となる。
  - 船木村・名村田村が合併して船名村となる。
  - 長井村・貞守村が合併して長貞村となる。
  - 長谷村・黒石村が合併して永福村となる。
  - 天神町・天神谷村が合併して天神村となる。
  - 古家村・常田村・西戸村が合併して秋津村となる。
  - 土井村が黒谷村に合併。
- 明治12年（1879年）1月8日 - 郡区町村編制法の兵庫県での施行により、行政区画としての加東郡が発足。郡役所が社村に設置。
- 明治13年（1880年） - 片山村・下大部村・久茂村が合併して久下山村となる。（3町116村）

### 町村制以降の沿革

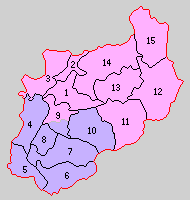
1.社村 2.加茂村 3.滝野村 4.河合村 5.来住村 6.市場村 7.小野村 8.大部村 9.福田村 10.下東条村 11.中東条村 12.上東条村 13.米田村 14.上福田村 15.鴨川村（紫：小野市 桃：加東市）

- 明治22年（1889年）4月1日 - 町村制の施行により、以下の町村が発足。郡役所の所在地が社村となる。（15村）
  - 社村 ← 社村、山国村、田中村、野村、貝原村、窪田村、鳥居村、家原村、西垂水村、松尾村、上中村、梶原村、北村、出水村（現・加東市）
  - 加茂村 ← 新町、北野村、稲尾村、曽我村、多井田村、穂積村（現・加東市）
  - 滝野村 ← 上滝野村、下滝野村、河高村、高岡村、光明寺村（現・加東市）
  - 河合村 ← 河合中村、復井村、新部村、西村、西森村、三和村、粟生村（現・小野市）
  - 来住村 ← 西脇村、阿形村、福甸村、来住村、下来住村、黍田村（現・小野市）
  - 市場村 ← 太郎太夫村、樫山村、山田村、池尻村、大島村（現・小野市）
  - 小野村 ← 小野町、垂井村、久下山村、葉多村、黒川村、中村、奥村、浄谷村、長尾村、後谷村、島谷村（現・小野市）
  - 大部村 ← 王子村、敷地村、高鹿喜村、土橋村、中島村（現・小野市）
  - 福田村 ← 大門村、西古瀬村、福吉村、上田村、沢部村、東古瀬村、中古瀬村、屋度村、東実村（現・加東市）、古川村、久保木村（現・小野市）
  - 下東条村 ← 下番村、中番村、菅田村、小田村、船名村、浮坂村、曽根村、脇本村、池田村、中谷村、万勝寺（現・小野市）
  - 中東条村 ← 松沢村、大畑村、吉井村、厚利村、東垂水村、小沢村、栄枝村、藪村、新定村、森尾村、岩屋村、岡本村（現・加東市）
  - 上東条村 ← 天神村、横谷村、永福村、椅鹿谷村、黒谷村、長貞村、少分谷村、秋津村、森村（現・加東市）
  - 米田村 ← 上久米村、下久米村、久米村、廻淵村、畑村、池之内村（現・加東市）
  - 上福田村 ← 永富村、三草町、上三草村、下三草村、木梨村、藤田村、山口村、馬瀬村（現・加東市）
  - 鴨川村 ← 上鴨川村、下鴨川村、平木村（現・加東市）
- 明治29年（1896年）7月1日 - 郡制を施行。
- 明治45年（1912年）6月1日 - 社村が町制施行して社町となる。（1町14村）
- 大正4年（1915年）5月1日 - 小野村が町制施行して小野町となる。（2町13村）
- 大正12年（1923年）4月1日 - 郡会が廃止。郡役所は存続。
- 大正14年（1925年）4月1日 - 滝野村が町制施行して滝野町となる。（3町12村）
- 大正15年（1926年）7月1日 - 郡役所が廃止。以降は地域区分名称となる。
- 昭和29年（1954年）
  - 3月31日 - 滝野町・加茂村が合併し、改めて滝野町が発足。（3町11村）
  - 12月1日 - 小野町・河合村・来住村・市場村・大部村・下東条村が合併して小野市が発足し、郡より離脱。（2町6村）
- 昭和30年（1955年）3月31日（3町）
  - 社町・福田村・米田村・上福田村・鴨川村が合併し、改めて社町が発足。
  - 中東条村・上東条村が合併して東条町が発足。
- 昭和31年（1956年）4月1日 - 社町の一部（古川・久保木）が小野市に編入。
- 平成18年（2006年）3月20日 - 社町・滝野町・東条町が合併して加東市が発足。 同日加東郡消滅。

### 変遷表
| 明治22年以前 | 明治22年4月1日 | 明治22年4月1日 - 大正15年 | 昭和元年 - 昭和29年    | 昭和30年 - 平成17年    | 昭和30年 - 平成17年         | 平成18年 - 現在        | 現在   |
| ------------ | -------------- | ------------------------- | ---------------------- | ---------------------- | --------------------------- | ---------------------- | ------ |
|              | 小野村         | 大正4年5月1日 町制        | 昭和29年12月1日 小野市 | 小野市                 | 小野市                      | 小野市                 | 小野市 |
|              | 河合村         | 河合村                    | 昭和29年12月1日 小野市 | 小野市                 | 小野市                      | 小野市                 | 小野市 |
|              | 来住村         | 来住村                    | 昭和29年12月1日 小野市 | 小野市                 | 小野市                      | 小野市                 | 小野市 |
|              | 市場村         | 市場村                    | 昭和29年12月1日 小野市 | 小野市                 | 小野市                      | 小野市                 | 小野市 |
|              | 大部村         | 大部村                    | 昭和29年12月1日 小野市 | 小野市                 | 小野市                      | 小野市                 | 小野市 |
|              | 下東条村       | 下東条村                  | 昭和29年12月1日 小野市 | 小野市                 | 小野市                      | 小野市                 | 小野市 |
|              | 福田村         | 福田村                    | 福田村                 | 昭和30年3月31日 社町   | 昭和31年4月1日 小野市に編入 | 小野市                 | 小野市 |
|              | 福田村         | 福田村                    | 福田村                 | 昭和30年3月31日 社町   | 社町                        | 平成18年3月20日 加東市 | 加東市 |
|              | 社村           | 明治45年6月1日 町制       | 社町                   | 昭和30年3月31日 社町   | 社町                        | 平成18年3月20日 加東市 | 加東市 |
|              | 上福田村       | 上福田村                  | 上福田村               | 昭和30年3月31日 社町   | 社町                        | 平成18年3月20日 加東市 | 加東市 |
|              | 米田村         | 米田村                    | 米田村                 | 昭和30年3月31日 社町   | 社町                        | 平成18年3月20日 加東市 | 加東市 |
|              | 鴨川村         | 鴨川村                    | 鴨川村                 | 昭和30年3月31日 社町   | 社町                        | 平成18年3月20日 加東市 | 加東市 |
|              | 滝野村         | 大正14年4月1日 町制       | 昭和29年3月31日 滝野町 | 滝野町                 | 滝野町                      | 平成18年3月20日 加東市 | 加東市 |
|              | 加茂村         | 加茂村                    | 昭和29年3月31日 滝野町 | 滝野町                 | 滝野町                      | 平成18年3月20日 加東市 | 加東市 |
|              | 中東条村       | 中東条村                  | 中東条村               | 昭和30年3月31日 東条町 | 昭和30年3月31日 東条町      | 平成18年3月20日 加東市 | 加東市 |
|              | 上東条村       | 上東条村                  | 上東条村               | 昭和30年3月31日 東条町 | 昭和30年3月31日 東条町      | 平成18年3月20日 加東市 | 加東市 |

## 行政
歴代郡長
| 代 | 氏名 | 就任年月日               | 退任年月日                | 備考                   |
| -- | ---- | ------------------------ | ------------------------- | ---------------------- |
| 1  |      | 明治12年（1879年）1月8日 |                           |                        |
|    | 城貢 |                          | 明治41年（1908年）8月17日 |                        |
|    |      |                          | 大正15年（1926年）6月30日 | 郡役所廃止により、廃官 |